# Maria Müller (Ringerin)
Maria Müller (* 10. April 1985) ist eine deutsche Ringerin. Sie gewann bei internationalen Meisterschaften vier Medaillen und wurde insgesamt fünfmal deutsche Meisterin bei den Frauen. Sie war Mitglied der Sportfördergruppe der Thüringer Polizei.

## Werdegang
Maria Müller begann als siebenjähriges Mädchen beim SV Lokomotive Altenburg mit dem Ringen, wohin sie ihr älterer Bruder Eric, der ebenfalls Ringer war, mitgenommen hatte. Sie entwickelte sich zu einer hervorragenden Freistilringerin und wurde 2002 deutsche A-Jugend-Meisterin. Im selben Jahr begann auch ihre internationale Karriere. Sie belegte bei der Junioren-Europameisterschaft (Cadets) in Albena (Bulgarien) in der Gewichtsklasse bis 65 kg den 4. Platz und verpasste damit nur knapp eine Medaille. Im gleichen Jahr wechselte sie in das Sportgymnasium Jena, wo sie in dem ehemaligen Weltmeister im Freistilringen Hartmut Reich einen hervorragenden Trainer bekam. Später trat sie in die thüringische Landespolizei ein und wurde Mitglied der Sportfördergruppe der Thüringer Polizei.
2003 startete sie erstmals bei der deutschen Meisterschaft der Frauen und kam in der Gewichtsklasse bis 63 kg hinter Stephanie Groß vom AC Ückerath auf den 2. Platz. 2004 belegte Marie Müller bei dieser Meisterschaft hinter Stephanie Groß und Julia Weiß vom TV Traunstein, den 3. Platz und 2005 wurde sie, wieder hinter Stephanie Groß in der Gewichtsklasse bis 63 kg deutsche Vizemeisterin. 2006 wurde sie dann erstmals deutsche Meisterin bei den Frauen (bis 63 kg) und 2007 musste sie sich im Endkampf der deutschen Meisterschaft Stefanie Stüber vom ASV Daxlanden geschlagen geben. Sie blieb in diesem Jahr aber vor ihrer alten Rivalin Stephanie Groß.
Von 2008 bis 2011 wurde Maria Müller viermal in Folge deutsche Meisterin der Frauen. 2008 in der Gewichtsklasse bis 67 kg und von 2009 bis 2011 in der Gewichtsklasse bis 72 kg Körpergewicht.
In ihrer internationalen Laufbahn waren die vier Medaillengewinne der Höhepunkt. Sie gewann jeweils Bronzemedaillen bei der Junioren-Europameisterschaft 2004 in Sofia, bei der Junioren-Europameisterschaft 2005 in Wrocław, jeweils in der Gewichtsklasse bis 63 kg und in der Altersgruppe Juniors, bei der Weltmeisterschaft der Frauen 2006 in Guangzhou in der Gewichtsklasse bis 67 kg und bei der Europameisterschaft 2007 in Sofa, wieder in der Gewichtsklasse bis 67 kg.
Den Sprung zu den Olympischen Spielen 2008 in Peking verpasste sie durch einen 8. Platz beim Qualifikationsturnier in Edmonton in der Gewichtsklasse bis 63 kg. Dort qualifizierten sich mit Olga Chilko aus Weißrussland und Teresa Mendez aus Spanien zwei Ringerinnen, die Maria Müller vorher bei anderen Gelegenheiten schon besiegt hatte.
In den Jahren 2008 bis 2011 konnte sich Maria Müller bei den internationalen Meisterschaften nicht mehr im Vorderfeld platzieren.
Bei der Europameisterschaft 2011 in Dortmund erlitt Maria Müller eine so schwere Schlüsselbein-Verletzung, die ihren Rücktritt vom aktiven Ringen erzwang. Dem Ringen blieb sie als Trainerin verbunden. Sie wohnt jetzt in Mellingen in Thüringen.

## Internationale Erfolge
| Jahr | Platz | Wettbewerb                                  | Gewichtsklasse | Ergebnisse |
| 2002 | 4.    | Junioren-EM (Cadets) in Albena (Bulgarien)  | bis 65 kg      | Siegerin: Ana Nikitinskaya, Russland |
| 2003 | 9.    | Großer Preis von Deutschland in Dormagen    | bis 63 kg      | Siegerin: Lene Aanes, Norwegen vor Nikola Hartmann-Dünser, Österreich |
| 2003 | 9.    | Austrian-Ladies-Open in Götzis              | bis 67 kg      | Siegerin: Lise Golliot-Legrand, Frankreich vor Shannon Samler, Kanada |
| 2003 | 11.   | Junioren-WM (Juniors) in Istanbul           | bis 63 kg      | nach Niederlage gegen Jackie Berube, Vereinigte Staaten und Sieg über Elina Wasewa, Bulgarien |
| 2003 | 6.    | Welt-Cup in Tokio                           | bis 67 kg      | Siegerin: Kristie Davis, USA vor Swetlana Martinenko, Russland |
| 2004 | 6.    | FILA-Testturnier in Athen                   | bis 67 kg      | mach Sieg über Eirini Ntantouti, Griechenland, Niederlage gegen Agnieszka Wieszczek-Kordus, Polen, Sieg über Galina Iwanowa, Bulgarien und Niederlagen gegen Julia Makrimowa-Bartnowskaja, Russland und Galina Iwanowa |
| 2004 | 3.    | Junioren-EM (Juniors) in Sofia              | bis 63 kg      | hinter Emila Drzewinska, Polen und Julia Ratkewitsche, Weißrussland |
| 2005 | 3.    | Klippan-Lady-Open                           | bis 63 kg      | hinter Helen Hennick, Kanada und Olga Chilko, Weißrussland |
| 2005 | 5.    | EM in Warna                                 | bis 63 kg      | nach einer Niederlage gegen Monika Ewa Michalik, Polen, einem Sieg über Alena Kartaschowa, Russland und einer Niederlage gegen Nikola Hartmann-Dünser                                                                  |
| 2005 | 1.    | Großer Preis von Deutschland in Dormagen    | bis 67 kg      | vor Olga Chilko, Irina Schanzowa, Weißrussland und Ana Nikitinskaja |
| 2005 | 3.    | Austrian-Ladies-Open in Götzis              | bis 67 kg      | hinter Stephanie Groß, Deutschland und Stawroula Zygouri, Griechenland |
| 2005 | 10.   | WM Vilnius                                  | bis 63 kg      | nach Niederlagen gegen Geetika Jakhar, Indien und Mihaela Panait, Rumänien |
| 2005 | 3.    | Junioren-EM (Juniors) in Wrocław            | bis 63 kg      | hinter Anna Wasilenko, Ukraine und Galina Legenkina, Russland |
| 2006 | 10.   | Klippan-Lady-Open                           | bis 63 kg      | Siegerin: Monika Ewa Michalik vor Olga Chilko |
| 2006 | 8.    | EM in Moskau                                | bis 63 kg      | nach einem Sieg über Mine Yosmaoglu, Türkei und einer Niederlage gegen Agoro Papavasileiou, Griechenland |
| 2006 | 10.   | Großer Preis von Deutschland in Dormagen    | bis 67 kg      | Siegerin: Olga Chilko vor Aurora Fajardo-Prieto, Spanien |
| 2006 | 5.    | Golden-Grand-Prix in Baku                   | bis 63 kg      | hinter Mio Nishimaki, Japan, Monika Ewa Michalik, Olga Chilko und Nikola Hartmann-Dünser |
| 2006 | 3.    | WM in Guangzhou                             | bis 67 kg      | nach einer Niederlage gegen Jing Rui Xie, China und Siegen über Maria Admiraal, Niederlande und Teresa Mendez, Spanien                                                                                                 |
| 2007 | 2.    | „Dave-Schultz“-Memorial in Colorado Springs | bis 67 kg      | hinter Cathrine Downing, USA, vor Elena Piroschkowa, USA und Megan Buydens, Kanada |
| 2007 | 7.    | Welt-Cup in Krasnojarsk                     | bis 67 kg      | Siegerin: Zhang Fengliu, China vor Jelena Perepelkina, Russland |
| 2007 | 3.    | EM in Sofia                                 | bis 67 kg      | nach Siegen über Aurora Fajardo-Prieto und Karine Schadojan, Armenien, einer Niederlage gegen Anna Polownewa, Russland und einem Sieg über Amelie Gerlac, Frankreich                                                   |
| 2007 | 13.   | Großer Preis von Deutschland in Dormagen    | bis 63 kg      | Siegerin: Jing Rui Xie, China vor Nikola Hartmann-Dünser |
| 2007 | 14.   | WM in Baku                                  | bis 67 kg      | nach einer Niederlage gegen Cathrine Downing |
| 2008 | 2.    | „Dave-Schultz“-Memorial in Colorado Springs | bis 67 kg      | hinter Monika Ewa Michalik |
| 2008 | 11.   | Klippan-Lady-Open                           | bis 63 kg      | Siegerin: Monika Ewa Michalik vor Elena Piroschkowa |
| 2008 | 2.    | Austrian-Ladies-Open in Götzis              | bis 63 kg      | hinter Helena Allandi, Schweden, vor Stefanie Stüber, Deutschland, Aurora Fajardo-Prieto und Nikola Hartmann-Dünser |
| 2008 | 8.    | Olympia-Qualif.-Turnier in Edmonton         | bis 63 kg      | Siegerin: Olga Chilko vor Teresa Mendez |
| 2009 | 14.   | WM in Herning                               | bis 67 kg      | nach einer Niederlage gegen Adeline Gray, USA |
| 2010 | 12.   | EM in Baku                                  | bis 72 kg      | nach einer Niederlage gegen Marina Gastl, Österreich |
| 2010 | 9.    | Großer Preis von Deutschland in Dormagen    | bis 72 kg      | Siegerin: Jekaterina Bukina, Russland vor Marina Gastl |
| 2010 | 10.   | Austrian-Ladies-Open in Götzis              | bis 72 kg      | Siegerin: Jenny Fransson, Schweden vor Swetlana Sajenko, Ukraine |
| 2010 | 10.   | WM in Moskau                                | bis 72 kg      | nach einem Sieg über Kang Han-bit, Südkorea und einer Niederlage gegen Li Dan, China |
| 2011 | 7.    | EM in Dortmund                              | bis 72 kg      | nach einem Sieg über Kitti Godo, Ungarn und Niederlagen gegen Wasilisa Marsaliuk, Weißrussland und Agnieszka Wieszck-Kordus                                                                                            |

## Deutsche Meisterschaften
| Jahr | Platz | Gewichtsklasse | Ergebnisse                                                                 |
| 2003 | 2.    | bis 63 kg      | hinter Stéphanie Groß, AC Ückerath, vor Sina Prochazka, KSV Holzgerlingen  |
| 2004 | 3.    | bis 63 kg      | hinter Stephanie Groß und Julia Weiß, TV Traunstein                        |
| 2005 | 2.    | bis 63 kg      | hinter Stephanie Groß, vor Tanja Buchetmann, SV Untergriesbach             |
| 2006 | 1.    | bis 63 kg      | vor Verena Weiß, SC Anger und Adrienne Lugasi, TSV Musberg                 |
| 2007 | 2.    | bis 63 kg      | hinter Stefanie Stüber, ASV Daxlanden, vor Stephanie Groß                  |
| 2008 | 1.    | bis 67 kg      | vor Jennifer Bünten, TKSV Hückelhoven und Raphaela Kopetschek, KSV Winzeln |
| 2009 | 1.    | bis 72 kg      | vor Jennifer Bünten und Lisa Hug, KSK Konkordia Neuss                      |
| 2010 | 1.    | bis 72 kg      | vor Lisa Hug und Kathrin Hartlaub, KSV Waldaschaff                         |
| 2011 | 1.    | bis 72 kg      | vor Lisa Hug und Kathrin Harlaub, VfK Schifferstadt                        |

Erläuterungen
- alle Wettkämpfe im freien Stil
- WM = Weltmeisterschaft, EM = Europameisterschaft